# 318. gorska strelska divizija (ZSSR)
318. gorska strelska divizija je bila gorska divizija Rdeče armade v času druge svetovne vojne.

## Zgodovina
Divizija je bila ustanovljena junija 1942 v Rostovu s preoblikovanjem 78. strelske brigade.